# Turridrupa weaveri
Turridrupa weaveri é uma espécie de gastrópode do gênero Turridrupa, pertencente a família Turridae.